# الکساندر میر
الکساندر میر (متولد ۱۷ ژانویه ۱۹۸۳) بازیکن فوتبال آلمانی است که در تیم اینتراخت فرانکفورت به عنوان هافبک حمله یا مهاجم مشغول بازی است. او بهترین گلزن فصل ۲۰۱۴-۲۰۱۵ بوندسلیگا شد. میر در آن فصل ۱۹ گل در ۲۶ بازی به ثمر رساند.